# Ullerup (Sønderborg Kommune)
Ullerup (dt. Ulderup) ist ein Ort mit 376 Einwohnern in der süddänischen Sønderborg Kommune und befindet sich im Ullerup Sogn. Ullerup liegt etwa 11 km nordwestlich von Sønderborg und 7,5 km nordöstlich von Gråsten.

## Namensherkunft
Der erstmals 1352 als Ugelthorp erwähnte Ortsname besteht aus dem altdänischen Übernamen (also Bei- oder Spitznamen) Uggle „Eule“ und der Ortsnamen-Endung -trup; damit bedeutet er so viel wie „bäuerliche Siedlung eines Mannes mit dem Beinamen Eule“.

## Bildergalerie

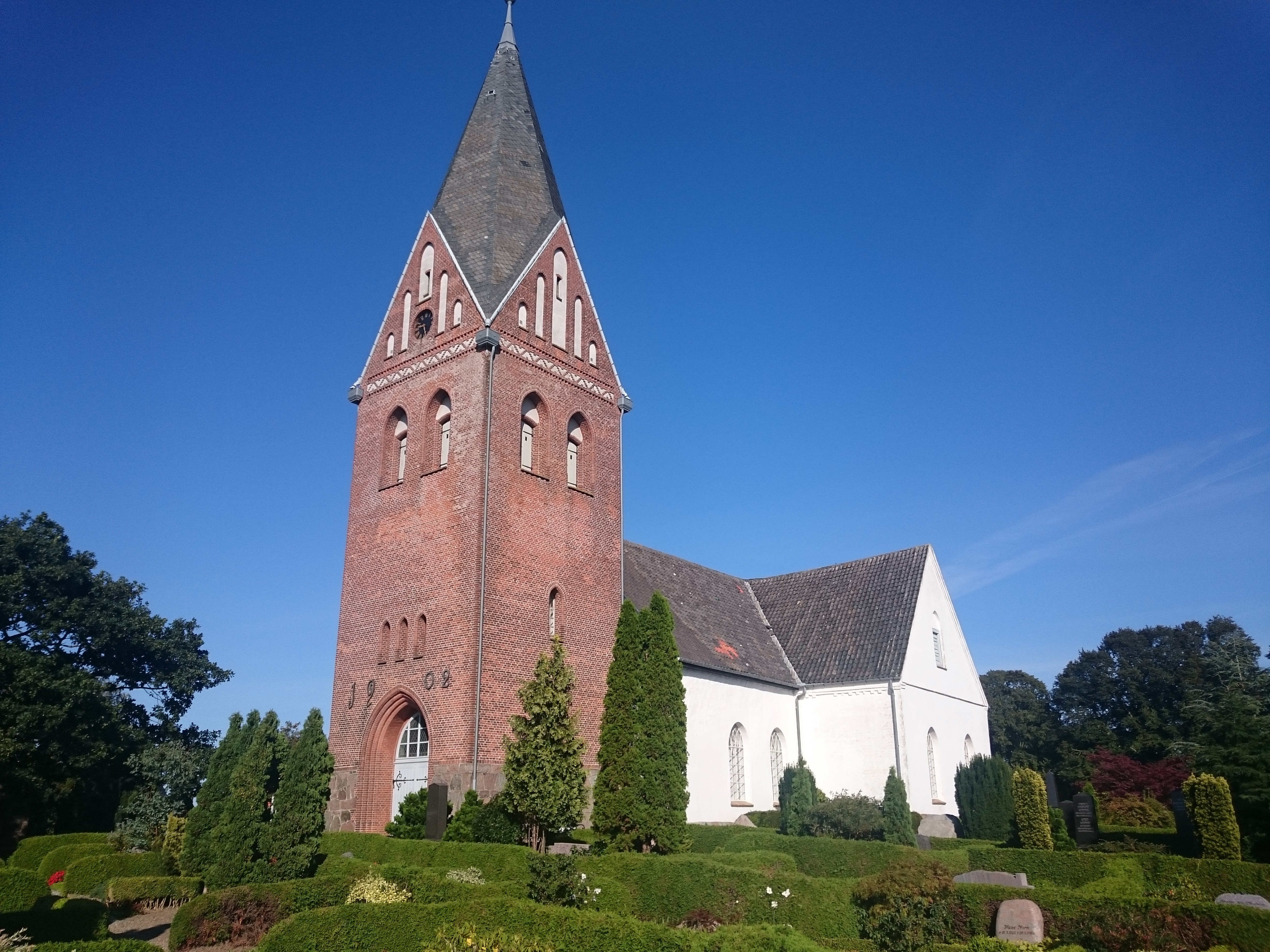
Ullerup Kirke
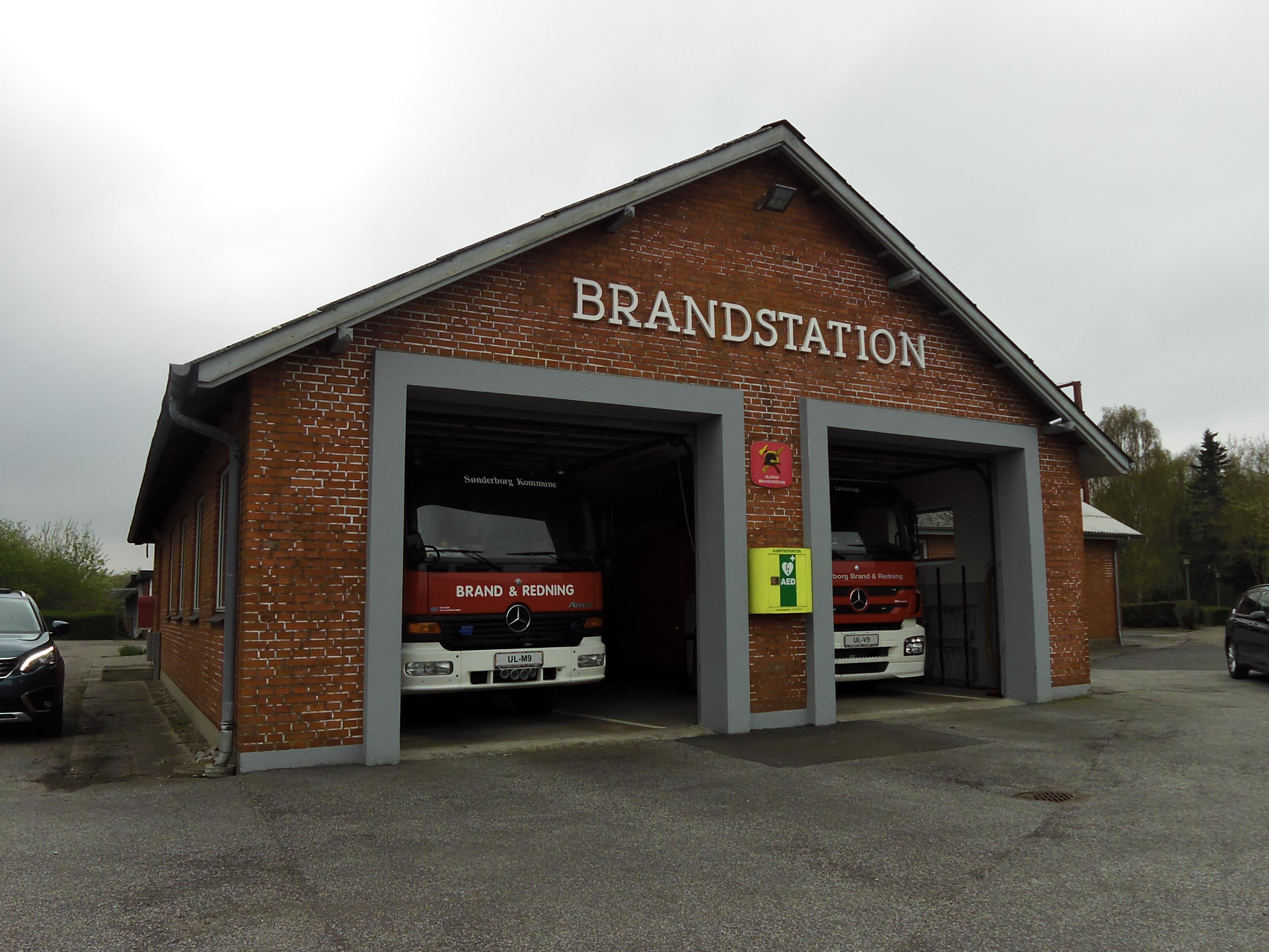
Feuerwehrhaus
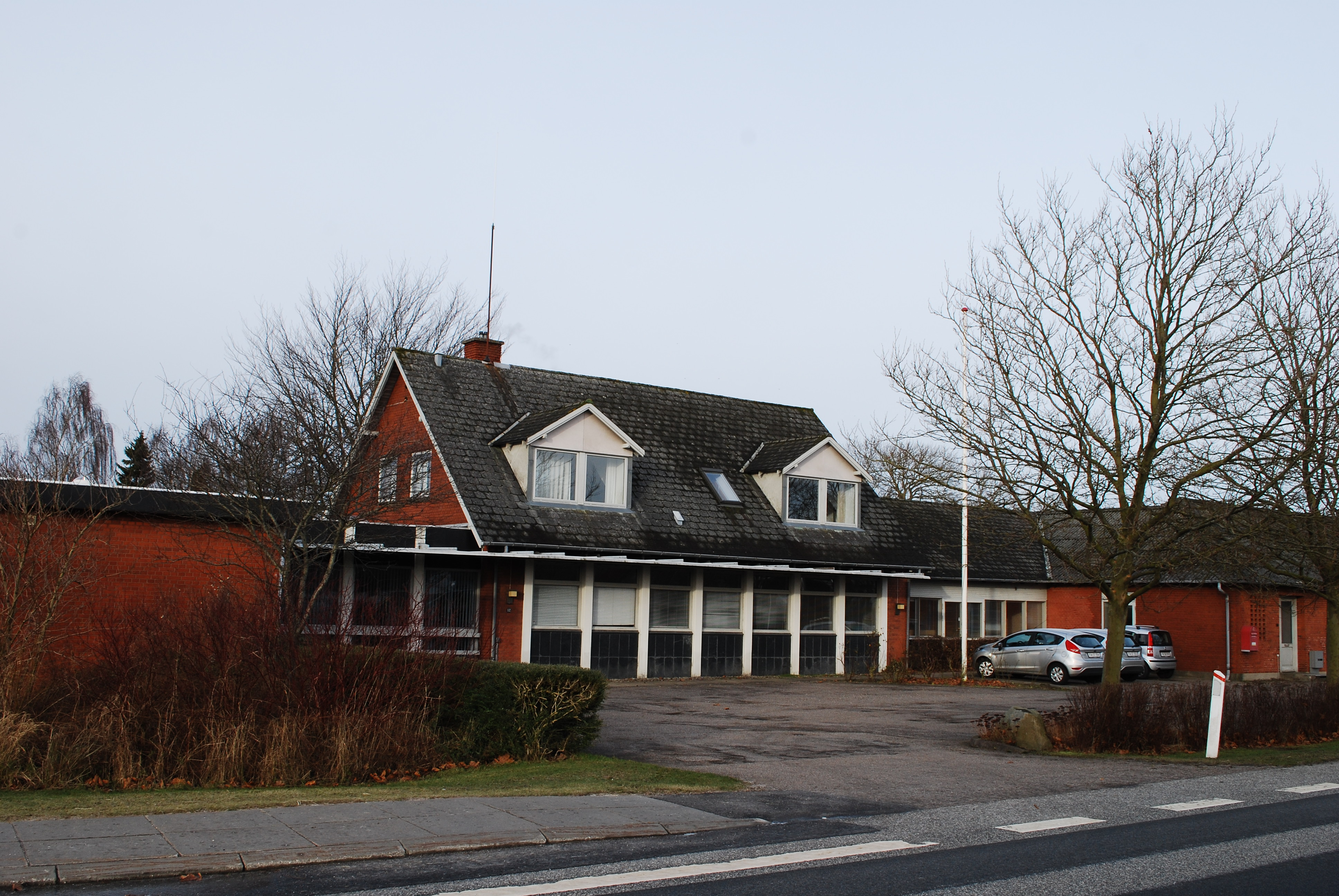
Rathaus der ehemaligen Sundeved Kommune
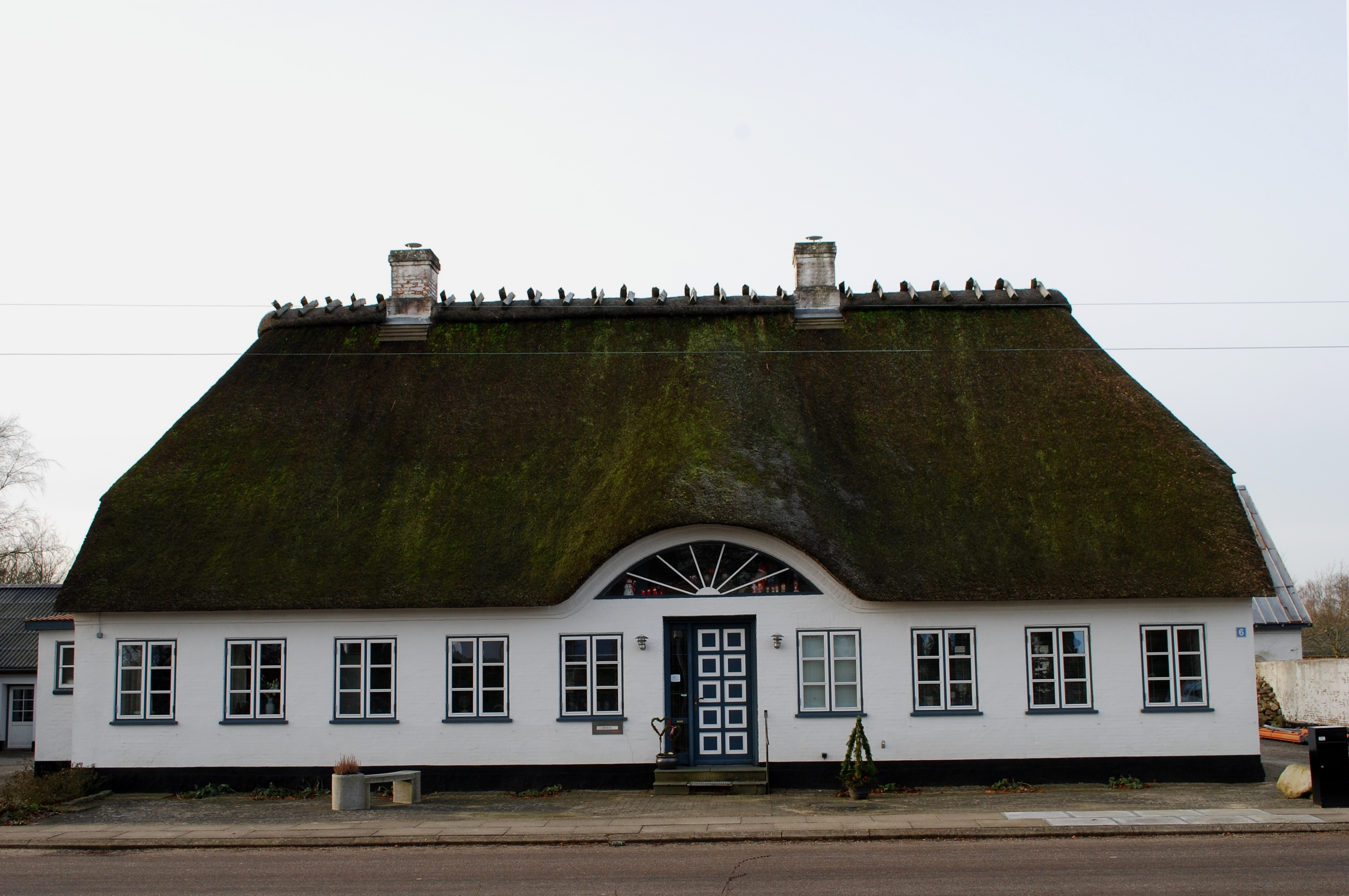
Historisches Haus in der Ortsmitte
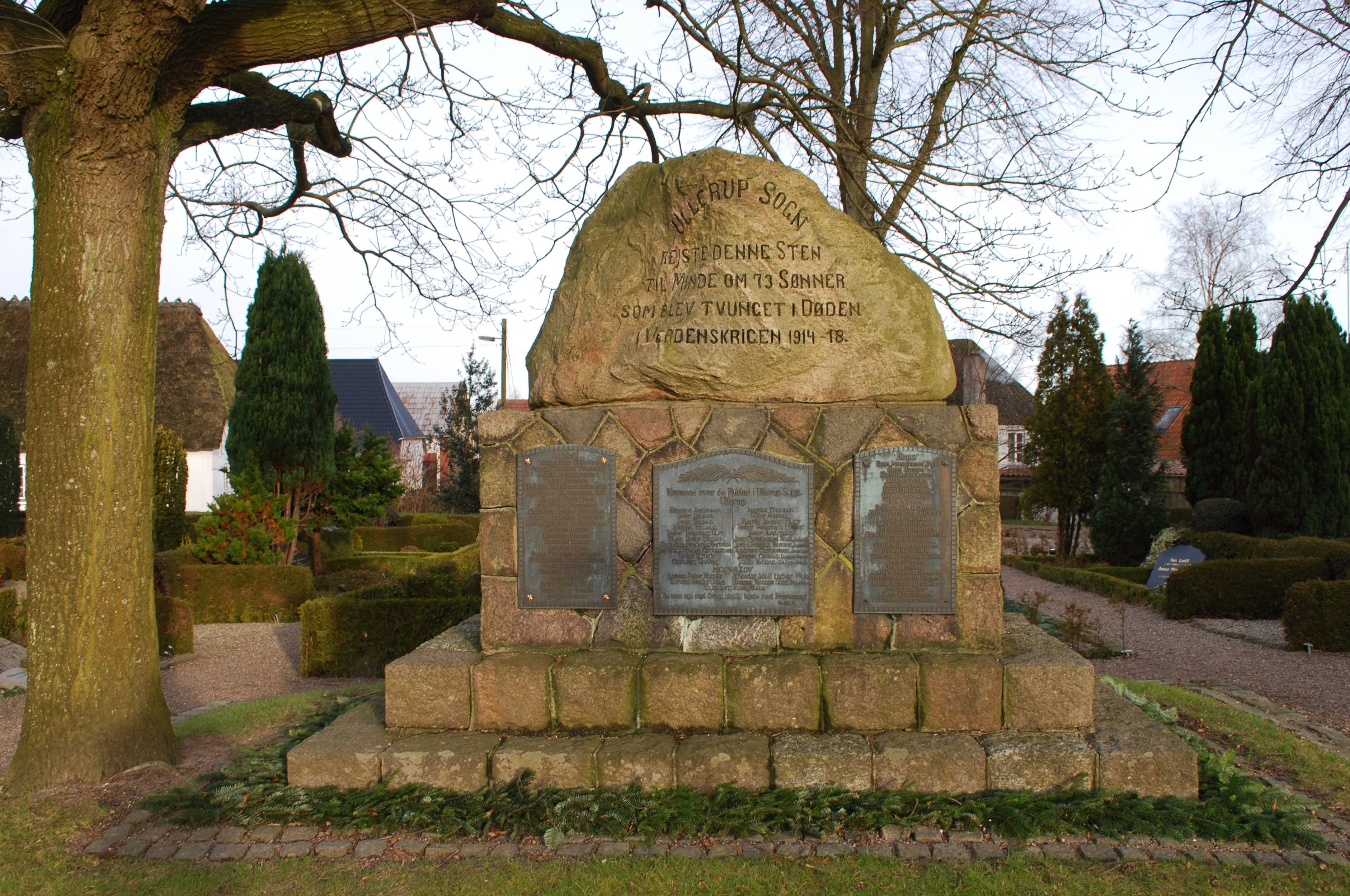
Gedenkstein für 73 im Ersten Weltkrieg gefallene Einwohner der Gemeinde Ulderup